# Hipolit Neuwirth
Hipolit Neuwirth (ur. 11 lutego 1859 w Sokołowie, zm. 31 grudnia 1906 w Sanoku) – filolog klasyczny, nauczyciel.

## Życiorys

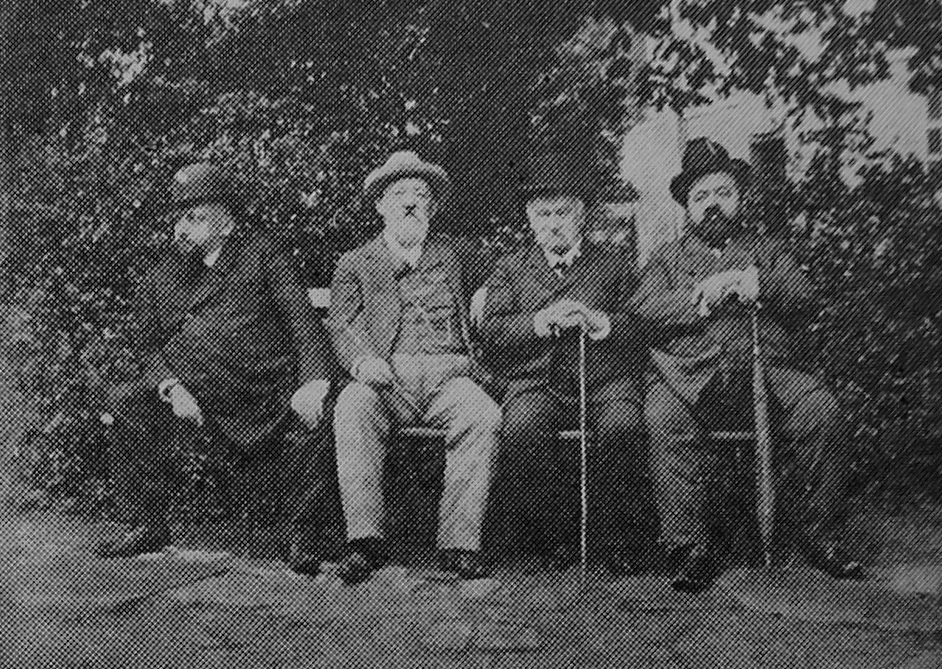
Pierwszy od prawej Hipolit Neuwirth (1900). Pierwszy z lewej siedzi Walerian Krywult

Hipolit Neuwirth urodził się 11 lutego 1859 w Sokołowie. Był synem Józefa Neuwirtha, c. k. starszego poborcy podatkowego w Przemyślu (zm. 1889). Miał rodzeństwo.
W Przemyślu ukończył szkoły ludowe. Następnie kształcił się chlubnie w gimnazjum w Rzeszowie do VII klasy, po czym przeniósł się do C. K. Gimnazjum w Jaśle, gdzie w 1877 ukończył VIII klasę i z odznaczeniem zdał egzamin dojrzałości. Studiował wnikliwie języki klasyczne na Wydziale Filozoficznym Uniwersytetu Lwowskiego, w tym czasie był uważany w Galicji za czołowego znawcę wiedzy w dziedzinie filologii klasycznej. 13 marca 1881 został wybrany członkiem wydziału Czytelni Akademickiej we Lwowie.
Po ukończeniu studiów, jako najlepszy absolwent na swoim kierunku, został polecony hr. Karolowi Lanckorońskiemu, wraz z którym odbył wyprawę naukową na obszarze Grecji i Azji Mniejszej, trwającą ponad rok na przełomie 1882/83. Był autorem pracy naukowej z tej podróży, wydanej przez hrabiego w Wiedniu w zbiorowej publikacji ilustrowanej.
Po powrocie do Galicji wstąpił do służby nauczycielskiej. Od 1883 pracował w gimnazjach we Lwowie. Od 6 kwietnia 1884 do 1887/1888 uczył w C. K. IV Gimnazjum we Lwowie. Rozporządzeniem z 22 lipca 1889 C. K. Rady Szkolnej Krajowej został mianowany zastępcą nauczyciela w C. K. Gimnazjum im. Franciszka Józefa we Lwowie, gdzie uczył języka łacińskiego, języka greckiego i języka niemieckiego w niedługim okresie czasu. Następnie był nauczycielem w C. K. Gimnazjum w Jarosławiu od września 1888 do grudnia 1890, po czym w macierzystym gimnazjum w Jaśle od 4 grudnia 1890 do końca roku szkolnego 1894/1895, ucząc tam języka łacińskiego, języka greckiego, języka niemieckiego, w C. K. III Gimnazjum w Krakowie od lipca 1895 do końca roku szkolnego 1897/1898, gdzie uczył języka łacińskiego i języka greckiego. Reskryptem C. K. Rady Szkolnej Krajowej z 23 sierpnia 1898 jako zastępca nauczyciela (suplent) został przeniesiony z C. K. III Gimnazjum w Krakowie do C. K. Gimnazjum Męskiego w Sanoku (wraz z nim Gerard Feliński). W szkole uczył języka łacińskiego, języka greckiego, języka niemieckiego, języka polskiego oraz – jako przedmiot nadobowiązkowy – języka francuskiego, przez osiem lat do 1906. Darował dzieła naukowe na rzecz biblioteki nauczycielskiej w sanockim gimnazjum.
Wspierał budowę Kopca Adama Mickiewicza w Sanoku. Od 1901 do sierpnia 1905 wspólnie z Antonim Bielakiem był kierownikiem (prefektem) oraz wychowawcą i opiekunem w Bursie Jubileuszowej im. Cesarza Franciszka Józefa w Sanoku. 28 września 1904 został wybrany członkiem wydziału Towarzystwa Bursy jubileuszowej im. Cesarza Franciszka Józefa I w Sanoku, był także członkiem komisji rewizyjnej tegoż. Działał społecznie w towarzystwach w Sanoku. Należał do sanockiego gniazda Polskiego Towarzystwa Gimnastycznego „Sokół”. Był członkiem Towarzystwa Filologicznego.

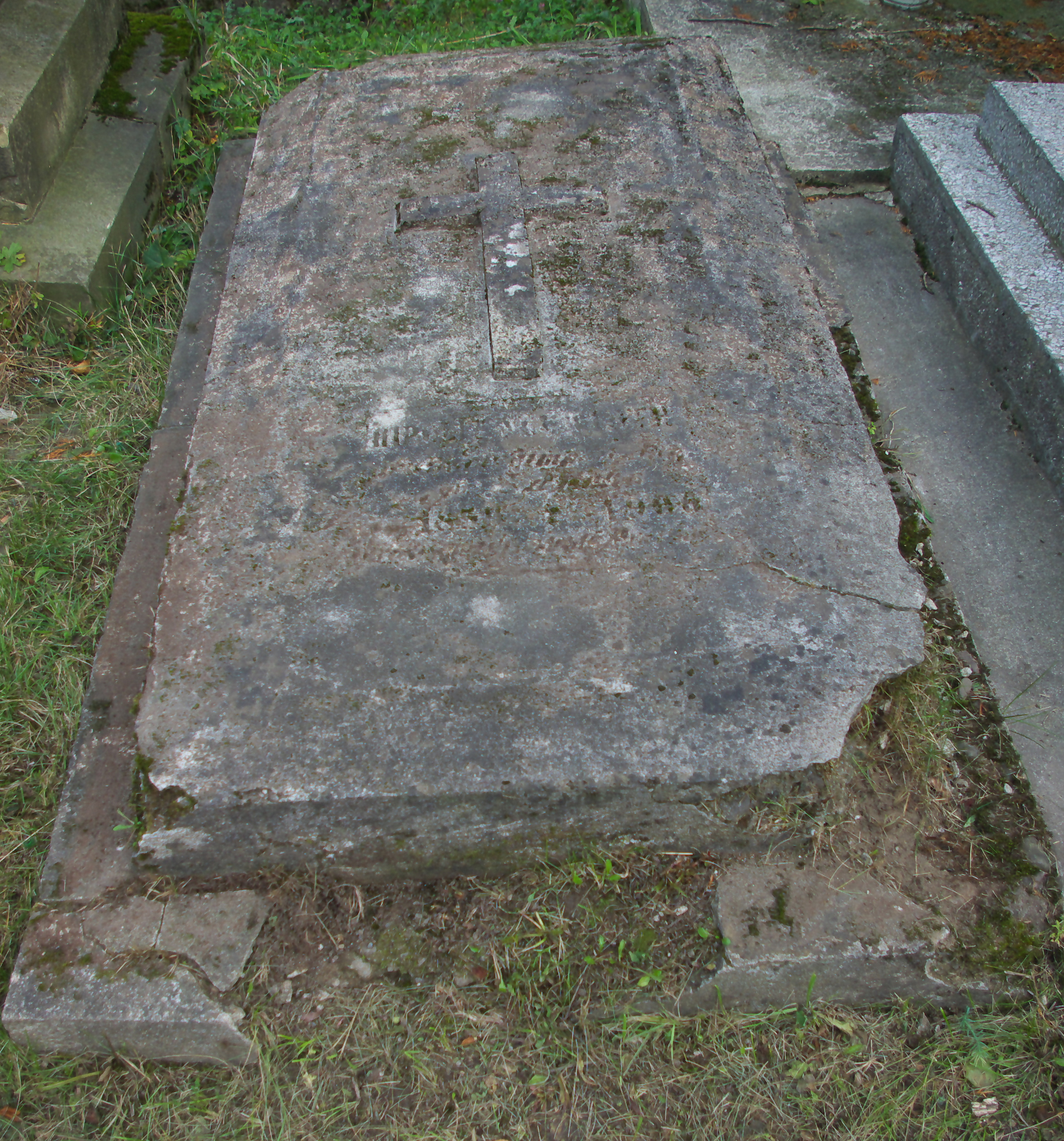
Nagrobek Hipolita Neuwirtha

Zmarł po krótkiej chorobie na zapalenie opon mózgowych 31 grudnia 1906 w Sanoku). Został pochowany na cmentarzu przy ul. Rymanowskiej  w Sanoku 2 stycznia 1907. W nadzwyczaj tłumnym pogrzebie pod przewodnictwem gimnazjalnego katechety ks. Józefa Drozda, uczestniczyli licznie mieszkańcy Sanoka, w tym profesorowie i uczniowie sanockiego gimnazjum oraz przedstawiciele inteligencji, a nawet najniższych warstw społecznych. W ostatnim pożegnaniu brała udział gimnazjalna orkiestra, zaś przemawiali prof. Adam Pytel w imieniu grona pedagogicznego oraz Karol Feledziak w imieniu uczniów.
Przychylnie o Hipolicie Neuwirth wyraził się w swoich wspomnieniach jego uczeń w gimnazjum w Sanoku, Stanisław Rymar, który uznał go za dobrego filologa. Także inny uczeń sanockiego gimnazjum i późniejszy historyk literatury Franciszek Bielak, pozytywnie wypowiedział się o Hipolicie Neuwirth, wymieniając go w gronie doskonałych nauczycieli-filologów i wysoko oceniając prowadzone przez niego lekcje języka łacińskiego. We wspomnieniach innego sanockiego gimnazjalisty, Jana Świerzowicza, prof. Neuwirth był człowiekiem o głębokiej wiedzy, wykładającym jasno i przystępnie. Także w opinii Józefa Stachowicza wyrażonej po latach, prof. Neuwirth był wybitnym profesorem gimnazjalnym filologii klasycznej.